# Gig Young
Gig Young (n. 4 noiembrie 1913 – d. 19 octombrie 1978) a fost un actor american de film.
A fost căsătorit cu actrița Elizabeth Montgomery.

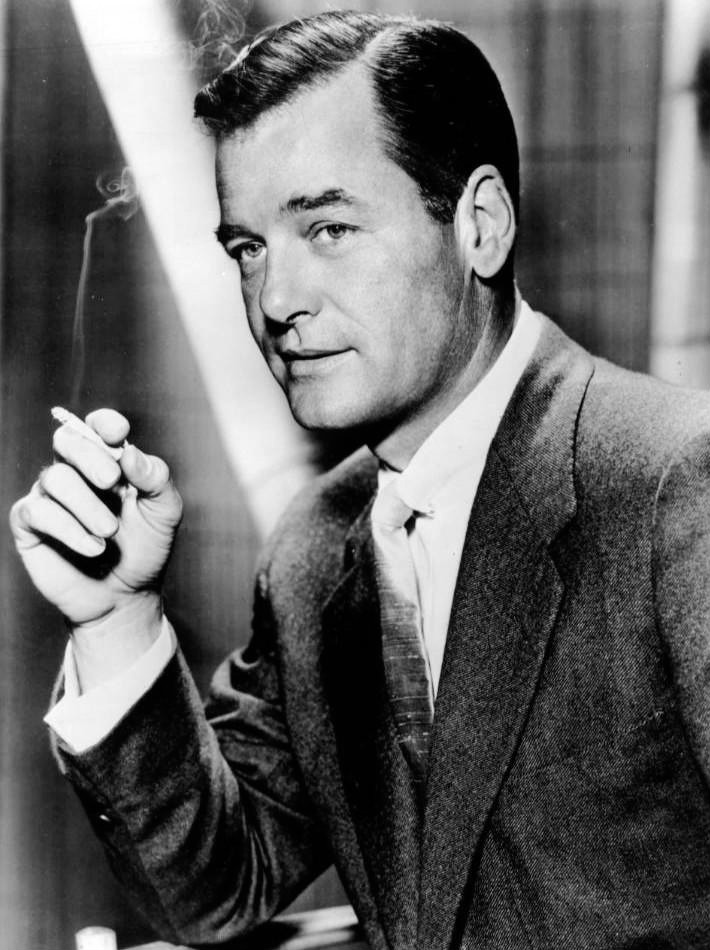
Gig Young în 1964

## Filmografie
| Film        | Film                                                                      | Film                               | Film |
| An          | Titlu                                                                     | Rol                                | Note |
| ----------- | ------------------------------------------------------------------------- | ---------------------------------- | --- |
| 1940        | Misbehaving Husbands                                                      | Floor Walker                       | Credited as Byron Barr |
| 1941        | Here Comes the Cavalry                                                    | Trooper Rollins                    | Credited as Byron Barr |
| 1941        | Sergeant York                                                             | Marching soldier                   | Uncredited |
| 1941        | Dive Bomber                                                               | Pilot Abbott                       | Uncredited |
| 1941        | Navy Blues                                                                | Sailor in storeroom                | Uncredited |
| 1941        | One Foot in Heaven                                                        | First Groom Asking for Dog License | Uncredited |
| 1941        | The Tanks Are Coming                                                      | Jim Allen                          | Credited as Byron Barr |
| 1941        | You're in the Army Now                                                    | Soldier                            | Uncredited |
| 1941        | They Died with Their Boots On                                             | Lt. Roberts                        | Uncredited |
| 1942        | The Man Who Came to Dinner                                                | Bit part                           | Uncredited |
| 1942        | Captains of the Clouds                                                    | Student pilot                      | Credited as Byron Barr |
| 1942        | The Male Animal                                                           | Student                            | Uncredited |
| 1942        | The Mad Martindales                                                       | Peter Varney                       | Credited as Byron Barr |
| 1942        | The Gay Sisters                                                           | Gig Young                          | Credited as Byron Barr (credited as Gig Young in later rereleases)                                                                                               |
| 1943        | Air Force                                                                 | Co-Pilot                           | |
| 1943        | Old Acquaintance                                                          | Rudd Kendall                       | |
| 1947        | Escape Me Never                                                           | Caryl Dubrok                       | |
| 1948        | The Woman in White                                                        | Walter Hartright                   | |
| 1948        | Wake of the Red Witch                                                     | Samuel 'Sam' Rosen                 | |
| 1948        | The Three Musketeers                                                      | Porthos                            | |
| 1949        | Lust for Gold                                                             | Pete Thomas                        | |
| 1949        | Tell It to the Judge                                                      | Alexander Darvac                   | |
| 1950        | Tarnished                                                                 | Joe Pettigrew                      | |
| 1950        | Hunt the Man Down                                                         | Paul Bennett                       | |
| 1950        | Target Unknown                                                            | Capt. Reiner                       | |
| 1951        | Only the Valiant                                                          | Lt. William Holloway               | |
| 1951        | Slaughter Trail                                                           | Ike Vaughn aka Murray              | |
| 1951        | Come Fill the Cup                                                         | Boyd Copeland                      | Nominated: Academy Award for Best Supporting Actor |
| 1951        | Too Young to Kiss                                                         | John Tirsen                        | |
| 1952        | Holiday for Sinners                                                       | Jason Kent                         | |
| 1952        | You For Me                                                                | Dr. Jeff Chadwick                  | |
| 1953        | The Girl Who Had Everything                                               | Vance Court                        | |
| 1953        | Arena                                                                     | Hob Danvers                        | |
| 1953        | City That Never Sleeps                                                    | Johnny Kelly                       | |
| 1953        | Torch Song                                                                | Cliff Willard                      | |
| 1954        | Young at Heart                                                            | Alex Burke                         | |
| 1955        | Ore de cumpănă (The Desperate Hours)                                      | Chuck Wright                       | |
| 1957        | Desk Set                                                                  | Mike Cutler                        | |
| 1958        | Teacher's Pet                                                             | Dr. Hugo Pine                      | Nominated: Academy Award for Best Supporting Actor Nominated: Golden Globe Award for Best Supporting Actor - Motion Picture                                      |
| 1958        | The Tunnel of Love                                                        | Dick Pepper                        | |
| 1959        | Ask Any Girl                                                              | Evan Doughton                      | |
| 1959        | The Story on Page One                                                     | Larry Ellis                        | |
| 1962        | That Touch of Mink                                                        | Roger                              | |
| 1962        | Kid Galahad                                                               | Willy Grogan                       | |
| 1962        | Five Miles to Midnight                                                    | David Barnes                       | |
| 1963        | For Love or Money                                                         | 'Sonny' John Dayton Smith          | |
| 1963        | A Ticklish Affair                                                         | Key Weedon                         | |
| 1965        | Strange Bedfellows                                                        | Richard Bramwell                   | |
| 1967        | The Shuttered Room                                                        | Mike Kelton                        | |
| 1969        | Și caii se împușcă, nu-i așa? (They Shoot Horses, Don't They?)            | Rocky                              | Academy Award for Best Supporting Actor Golden Globe Award for Best Supporting Actor - Motion Picture Nominated: BAFTA Award for Best Actor in a Supporting Role |
| 1970        | Lovers and Other Strangers                                                | Hal Henderson                      | |
| 1973        | A Son-in-Law for Charlie McReady                                          | Charlie McReady                    | |
| 1974        | Deborah                                                                   |                                    | |
| 1974        | Aduceți-mi capul lui Alfredo Garcia (Bring Me the Head of Alfredo Garcia) | Quill                              | |
| 1975        | Michele                                                                   |                                    | |
| 1975        | The Killer Elite                                                          | Lawrence Weyburn                   | |
| 1975        | Hindenburg (The Hindenburg)                                               | Edward Douglas                     | |
| 1978        | Game of Death                                                             | Jim Marshall                       | |
| Televiziune |                                                                           |                                    | |
| An          | Titlu                                                                     | Rol                                | Note |
| 1950        | The Silver Theater                                                        |                                    | Episode: "Lady with Ideas" |
| 1951        | Pulitzer Prize Playhouse                                                  |                                    | Episode: "Ned McCobb's Daughter" |
| 1951        | The Bigelow Theatre                                                       |                                    | Episode: "Lady with Ideas" |
| 1953        | Robert Montgomery Presents                                                |                                    | Episode: "The Sunday Punch" |
| 1953        | Schlitz Playhouse of Stars                                                |                                    | Episode: "Part of the Game" |
| 1954        | Producers' Showcase                                                       | Simon Gayforth                     | Episode: "Tonight at 8:30", Segment "Shadow Play" |
| 1954        | Lux Video Theatre                                                         |                                    | Episode: "Captive City" |
| 1955–1956   | Warner Brothers Presents                                                  | Host                               | 36 episodes |
| 1956        | The United States Steel Hour                                              | Dave Corman                        | Episode: "Sauce for the Goose" |
| 1957        | Climax!                                                                   | Edgar Holt                         | Episode: "Jacob and the Angels" |
| 1957        | Studio One                                                                | Philip Adams/Alan Fredericks       | Episode: "A Dead Ringer" |
| 1958        | Goodyear Theatre                                                          | Herman Worth                       | Episode: "The Spy" |
| 1959        | The Twilight Zone                                                         | Martin Sloan                       | Episode: "Walking Distance" |
| 1959        | The Philadelphia Story                                                    | C.K. Dexter Haven                  | Television movie |
| 1960        | Ninotchka                                                                 | Leon Dolga                         | Television movie |
| 1960        | Shirley Temple's Storybook                                                | Miles Hendon                       | Episode: "The Prince and the Pauper" |
| 1961        | The Spiral Staircase                                                      | Stephen Warren                     | Television movie |
| 1962        | The Alfred Hitchcock Hour                                                 | Duke Marsden                       | Episode: "A Piece of the Action" |
| 1963        | Kraft Suspense Theatre                                                    | Hugo Myrich                        | Episode: "The End of the World, Baby" |
| 1964–1965   | The Rogues                                                                | Tony Fleming                       | 22 episodes |
| 1965        | The Andy Williams Show                                                    | Himself                            | 1 episode |
| 1968        | Companions in Nightmare                                                   | Eric Nicholson                     | Television movie |
| 1971        | The Neon Ceiling                                                          | Jones                              | Television movie Nominated: Emmy Award for Best Lead Actor - Single Appearance                                                                                   |
| 1974        | The Great Ice Rip-Off                                                     | Harkey Rollins                     | Television movie |
| 1975        | The Turning Point of Jim Malloy                                           | Ray Whitehead                      | Television movie |
| 1976        | McCloud                                                                   | Jack Haferman                      | Episode: "The Day New York Turned Blue" |
| 1976        | Sherlock Holmes in New York                                               | Mortimer McGrew                    | Television movie |
| 1976        | Gibbsville                                                                | Ray Whitehead                      | 7 episodes |
| 1977        | Spectre                                                                   | Dr. Ham Hamilton                   | Television movie |

## Premii și nominalizări
| An   | Premiu                                 | Rezultat  | Categoria                                                    | Film                           |
| ---- | -------------------------------------- | --------- | ------------------------------------------------------------ | ------------------------------ |
| 1952 | Premiul Oscar                          | Nominated | Best Actor in a Supporting Role                              | Come Fill the Cup              |
| 1959 | Premiul Oscar                          | Nominated | Best Actor in a Supporting Role                              | Teacher's Pet                  |
| 1970 | Premiul Oscar                          | Won       | Best Actor in a Supporting Role                              | They Shoot Horses, Don't They? |
| 1971 | BAFTA Award                            | Nominated | Best Supporting Actor                                        | They Shoot Horses, Don't They? |
| 1971 | Emmy Award                             | Nominated | Outstanding Single Performance by an Actor in a Leading Role | The Neon Ceiling               |
| 1959 | Golden Globe Award                     | Nominated | Best Supporting Actor                                        | Teacher's Pet                  |
| 1970 | Golden Globe Award                     | Won       | Best Supporting Actor                                        | They Shoot Horses, Don't They? |
| 1971 | Kansas City Film Critics Circle Awards | Won       | Best Supporting Actor                                        | They Shoot Horses, Don't They? |
| 1958 | Laurel Award                           | Nominated | Top Male Comedy Performance                                  | Teacher's Pet (Placed 4th)     |
| 1959 | Laurel Award                           | Won       | Top Male Supporting Performance                              | The Tunnel of Love             |
| 1963 | Laurel Award                           | Won       | Top Male Supporting Performance                              | That Touch of Mink             |